# Henri Lauvaux
Henri Lauvaux  (né le 9 octobre 1900 à Châlons-en-Champagne et mort le 19 juillet 1970 à Paris) est un athlète français spécialiste des courses de fond.
Il participe aux Jeux olympiques de 1924 et remporte la médaille de bronze du cross-country par équipes aux côtés de Gaston Heuet et Maurice Norland, se classant cinquième de l'épreuve individuelle.
Il remporte le 10 000 m des Championnats de France d'athlétisme 1928. 

## Biographie
Henri Lauvaux est issu d'une fratrie châlonnaise de quinze enfants. Son frère Gustave Lauvaux est aussi un athlète de haut niveau ayant participé aux jeux olympiques. Deux autres frères sont également sportifs de haut niveau, René et Camille. Un équipement sportif nommé Stade des frères Lauvaux à Châlons en Champagne rend hommage à ces quatre hommes.

## Palmarès
| Date | Compétition     | Lieu  | Résultat | Discipline                |
| ---- | --------------- | ----- | -------- | ------------------------- |
| 1924 | Jeux olympiques | Paris | 5e       | Cross-country individuel  |
| 1924 | Jeux olympiques | Paris | 3e       | Cross-country par équipes |